# František Kratochvíl (zápasník)
František Kratochvíl (16. ledna 1904, Libodřice – 30. listopadu 1995) byl československý zápasník. Účastnil se Letních olympijských her 1924 v Paříži, kde skončil na pátém místě, a Letních olympijských her 1928 v Amsterdamu, kde skončil na třináctém místě.